# Werner Nowacki
Werner Nowacki (* 14. März 1909 in Zürich; † 31. März 1988 in Zollikofen) war ein Schweizer Mineraloge und Kristallograph.

## Leben
Nowacki besuchte das Gymnasium in Zürich und studierte von 1927 bis 1932 Mathematik (bei Andreas Speiser und Heinz Hopf), Physik (bei Wolfgang Pauli und Paul Scherrer) und Mineralogie (bei Paul Niggli) an der ETH Zürich, ausserdem besuchte er Vorlesungen von Carl Gustav Jung (Psychologie) und Heinrich Wölfflin (Kunstgeschichte). Nach dem Diplomabschluss in theoretischer Kristallchemie studierte er noch in Göttingen bei Victor Moritz Goldschmidt und war ab 1922 Assistent von Niggli am Institut für Mineralogie und Petrografie der ETH. 1935 wurde er in mathematischer Kristallographie an der ETH promoviert (Raumteilung und Kristallstruktur). Er behandelt darin die Wirkbereiche von Gitterkomplexen (ein Begriff, den Niggli eingeführt hatte) und erweitert Nigglis Untersuchung auf den räumlichen Fall. Ab 1936 war er Oberassistent am Mineralogisch-Petrografischen Institut der Universität Bern, wo er sich habilitierte und ab 1939 Privatdozent war. 1947 war er am Caltech bei Linus Pauling. Ab 1949 war er ausserordentlicher Professor für Kristallographie und ab 1956 ordentlicher Professor an der Universität Bern, wo er die Abteilung Kristallographie gründete. 1958/59 war er dort Dekan der philosophisch-naturwissenschaftlichen Fakultät. Im Jahre 1979 wurde er emeritierte. 1986 erlitt er einen Schlaganfall, der ihn teilweise lähmte.
1948 verallgemeinerte und löste er das Problem der Lagerung von Kreisen in der Ebene (gelöst durch Niggli) auf Ellipsen. Er fand 54 Fälle.
Nowacki befasste sich insbesondere mit mathematischer Kristallographie und führte in der Schweiz Methoden der Röntgenstrukturanalyse sowie spektroskopische Untersuchung mit dem Elektronenmikroskop (Electron Microprobe) in die Kristallographie und Mineralogie ein. Ab 1958 veröffentlichte er zahlreiche Publikationen über die Mineralfundstelle Grube Lengenbach im Binntal. Ein dort entdecktes Sulfarsenit-Mineral wurde nach ihm benannt (Nowackiit).
1980 wurde er Ehrenmitglied der Deutschen Mineralogischen Gesellschaft, 1975 der Schweizer Kristallographischen Gesellschaft (die er gründete und deren erster Präsident er 1968/69 war) und 1969 der Mineralogical Society of America.
Er war seit 1936 verheiratet und hatte zwei Kinder.

## Schriften
- Moderne allgemeine Mineralogie (Kristallographie). Vieweg, Braunschweig 1951
- Fouriersynthese von Kristallen und ihre Anwendung in der Chemie. Birkhäuser, Basel 1952
- mit A. Edenharter, T. Matsumoto: Crystal data, systematic tables. American Crystallographic Association, Washington D. C., 2. Auflage 1967